# Aleksander Michałowski (pianista)

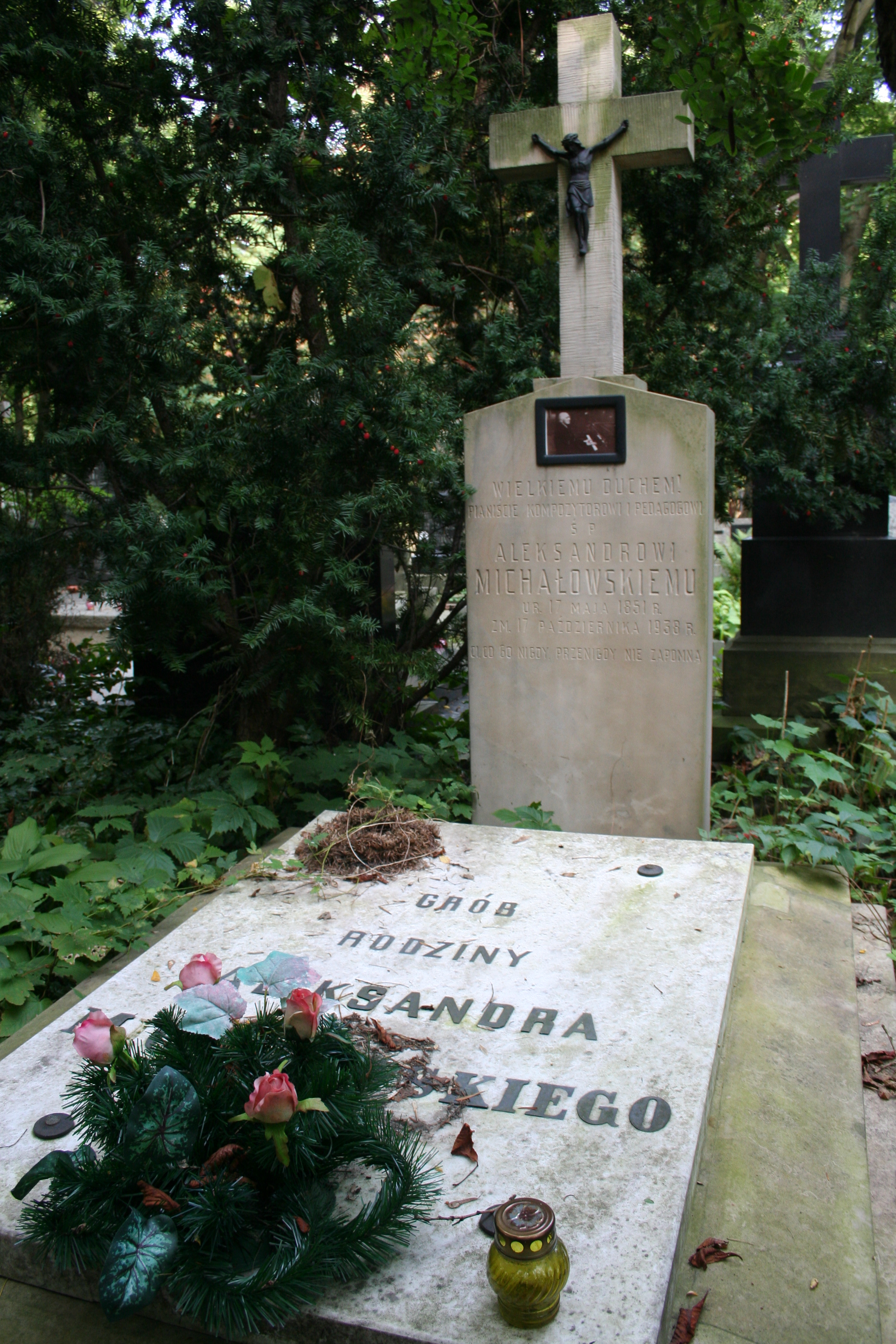
Grób Aleksandra Michałowskiego na warszawskim cmentarzu Powązkowskim

Aleksander Michałowski h. Jelita (ur. 5 maja?/17 maja 1851 w Kamieńcu Podolskim, zm. 17 października 1938 w Warszawie) – polski pianista, kompozytor i pedagog.

## Życiorys
Był synem Konstantego oraz Róży z Regulskich. Od szóstego roku życia uczył się gry na fortepianie. W latach 1867–1869 studiował w Konserwatorium Lipskim u Theodora Cocciusa, Ignaza Moschelesa (fortepian) oraz Carla Reineckego (kompozycja). Tam też debiutował jako pianista w 1869, wykonując koncert e-moll Chopina w sali lipskiego Gewandhausu. Repertuar Michałowskiego w tym czasie był niezwykle obszerny. Obejmował wszystkie preludia i fugi z Das Wohltemperierte Klavier Johanna Sebastiana Bacha (potrafił transponować je do dowolnych tonacji), wszystkie sonaty Ludwiga van Beethovena i wiele utworów m.in. Chopina, Moschelesa, Ferenca Liszta.
Studia muzyczne kontynuował w 1870 w Berlinie u Karola Tausiga oraz w 1871 Galicyjskim Towarzystwie Muzycznym u Karola Mikulego, ucznia Chopina.
W 1874 przeprowadził się do Warszawy, gdzie zadebiutował rok później. Do końca życia był związany z tym miastem, w nim koncertował niemal do śmierci, ponadto wyjeżdżał na koncerty po Polsce, Niemczech, Austrii i Rosji. 
Uprawiał również kameralistykę, partnerując skrzypkowi Stanisławowi Barcewiczowi, tworząc wraz z nim oraz wiolonczelistą Aleksandrem Wierzbiłłowiczem trio. 
W 1874 rozpoczął działalność pedagogiczną w Warszawie. W latach 1874–1917 prowadził klasę fortepianu w Instytucie Muzyki w Warszawie (od 1891 jako profesor), od 1918 w Wyższej Szkole Muzycznej w Warszawie.
Zasłynął jako wykonawca dzieł Chopina oraz znakomity pedagog. Jest uważany za jednego z twórców polskiej szkoły pianistycznej przełomu XIX i XX wieku. Do jego najbardziej znanych uczniów należą Władimir Sofronicki, Róża Etkin, Jerzy Lefeld, Wanda Landowska, Heinrich Neuhaus (niektórzy tego nie potwierdzają), Jerzy Żurawlew, Władysław Szpilman.
Zainicjował tradycję recitali chopinowskich w dniu śmierci Chopina (17 października).
W 1883 ożenił się ze Stefanią Władysławą Kunegundą Załęską h. Prus i miał z nią piątkę dzieci: Aleksandrę, Konstantego, Władysława, Pawła, Stanisława. 
Aleksander Michałowski został pochowany na cmentarzu Powązkowskim w Warszawie (kwatera 207-4-21).

## Kompozycje (wybór)
- Berceuse Des-dur op. 1 na fortepian
- Etude d'après l'Impromptu As-dur de F. Chopin op. 2 na fortepian
- Feuille d'album D-dur op. 3 na fortepian
- Gavotte g-moll op. 4 na fortepian
- Mazurek fis-moll op. 5 na fortepian
- Mazurek cis-moll op. 6 na fortepian
- Mazurek f-moll op. 7 na fortepian
- Menuet es-moll op. 8 na fortepian
- Prélude b-moll op. 9 na fortepian
- Romance C-dur op. 10 na fortepian
- Valse triste op. 11 na fortepian
- Mélodie E-dur op. 12 na fortepian
- Valse brillante As-dur op. 13 na fortepian
- Prélude a-moll op. 14 na fortepian
- Menuet G-dur op. 15 na fortepian
- Mazourka As-dur op. 16 na fortepian
- Mazurek cis-moll op. 17 na fortepian
- Mazurek F-dur op. 18 na fortepian
- Mazurek e-moll op. 19 na fortepian
- Gavotte b-moll op. 20 na fortepian
- Impromptu Des-dur op. 21 na fortepian
- Romance Des-dur op. 22 na fortepian
- Valse A-dur op. 23 na fortepian
- Rêverie A-dur op. 24 na fortepian
- Pensée fugitive a-moll op. 25 na fortepian
- Capriccietto (quasi polka) As-dur op. 26 na fortepian
- Berceuse As-dur op. 27 na fortepian
- Valse-impromptu G-dur op. 28 na fortepian
- Valse mélancolique b-moll op. 29 na fortepian
- Ballade op. 30 na fortepian
- Mazurek h-moll op. 31 na fortepian
- Cinq Préludes op. 33 na fortepian
- Quatre Valse op. 34 na fortepian
- Deux Bagatelles op. 35 na fortepian
- Polonez gis-moll op. 36 na fortepian

## Ordery i odznaczenia
- Krzyż Komandorski Orderu Odrodzenia Polski (16 marca 1934)[2]
- Krzyż Oficerski Orderu Odrodzenia Polski (2 maja 1923)[3][4]
- Złoty Krzyż Zasługi (26 lutego 1929)[5]